# Cataulacus resinosus
Cataulacus resinosus é uma espécie de formiga do gênero Cataulacus, pertencente à subfamília Myrmicinae.